# Kiến tạo sơn Anpơ

Bản đồ kiến tạo Nam Âu và Trung Đông thể hiện các cấu trúc của phía tây vành đai dãy Anpơ.

Kiến tạo sơn Alpơ là một pha tạo núi vào đại Trung sinh muộn (Eoalpine) và phân đại Đệ Tam hình thành các dãy núi thuộc vành đai Alp. Các dãy núi này bao gồm (từ tây sang đông) Atlas, Pyrenees, Alp, Dinaric Alps, Hellenides, Carpathians, Balkan, Taurus, Caucasus, Alborz, Zagros, Hindu Kush, Pamir, Karakoram, và Himalaya. Đôi khi các tên gọi khác cũng dùng để chỉ các dãy núi riêng lẻ như kiến tạo sơn Carpathean là Carpathian, kiến tạo sơn Hellenic là Hellenide hay kiến tạo sơn Himalaya là Himalaya.
Kiến tạo sơn Alp cũng dẫn tới sự hình thành các cấu trúc địa chất ở xa hơn nhưng nhỏ hơn như nếp uốn Weald-Artois ở miền nam nước Anh và miền bắc nước Pháp, các dấu hiệu còn lại có thể quan sát được như các đỉnh núi đá phấn ở Bắc và Nam Downs ở miền nam nước Anh. Những ảnh hưởng của nó đặc biệt có thể quan sát được ở Isle of Wight, tại đây tầng đá phấn và tầng đá Eocen ở trên bị uốn nếp gần như thẳng đứng, ngoài ra còn quan sát các điểm lộ ở vịnh Alum và vịnh Whitecliff, và trên bờ biển Dorset gần Lulworth Cove.
Kiến tạo sơn Alp xảy ra khi các lục địa châu Phi và Ấn Độ và mảng Cimmeria va chạm (từ phía nam) với lục địa Á Âu ở phía bắc. Sự chuyển động của các ranh giới di chuyển giữa các mảng kiến tạo (mảng Ấn Độ và mảng châu Phi từ phía nam, mảng Á-Âu từ phía bắc, và các mảng nhỏ hơn cũng như các vi mảng) đã bắt đầu từ kỷ Creta sớm, nhưng các pha chính tạo núi bắt đầu từ thế Paleocen đến thế Eocen. Hiện tại, quá trình này vẫn đang tiếp diễn ở một vài nơi trong dãy núi Alp.
Kiến tạo sơn Alp được xem là một trong 3 pha tạo núi chính ở châu Âu hình thành nên các đặc điểm địa chất chính của lục địa này, cùng với kiến tạo sơn Caledonia tạo nên lục địa cổ cát kết màu đỏ khi các lục địa Baltica và Laurentia va chạm vào Paleozoi sớm, và kiến tạo sơn Variscan tạo nên Pangaea khi Gondwana và Euramerica va chạm vào nhau vào Paleozoi giữa đến muộn.